# Валя-Глодулуй (Сучава)
Валя-Глодулуй (рум. Valea Glodului) — село у повіті Сучава в Румунії. Входить до складу комуни Вултурешть.
Село розташоване на відстані 342 км на північ від Бухареста, 21 км на південний схід від Сучави, 94 км на північний захід від Ясс.

## Населення
За даними перепису населення 2002 року у селі проживали 988 осіб, усі — румуни. Усі жителі села рідною мовою назвали румунську.